# Battaglia di Cassala
La battaglia di Cassala venne combattuta il 17 luglio 1894 tra le truppe coloniali italiane e i mahdisti sudanesi.

## Preludio
Nonostante la sconfitta nella seconda battaglia di Agordat (21 dicembre 1893), i dervisci mantennero le loro intenzioni offensive e radunarono nel giugno del 1894 a Cassala 2 000 fanti e 600 cavalieri. Il generale Oreste Baratieri decise di occupare Cassala, per prevenire gli attacchi mahdisti all'Eritrea italiana, ed approfittò della piena del fiume Atbara (luglio 1894), che ostacolava all'avversario l'invio di rinforzi da Khartum, per tentare un attacco di sorpresa.
Invero, prima ancora di Agordat, il generale Baratieri aveva manifestato l'opinione che qualche cosa in questo senso sarebbe stato necessario fare o prima o poi, per garantire quella parte e non dover pensare anche al nord nel caso probabile di guerre con il sud.
Il Corpo d'operazione del Regio Corpo Truppe Coloniali d'Eritrea uscì da Agordat il 12 luglio guidato dal generale Oreste Baratieri. Da Auasciait il 14 luglio Baratieri telegrafava a Roma: «Spero attaccare Cassala martedì» e martedì 17, alle 10 del mattino, annunciò la vittoria completa.

### Ordine di battaglia italiano
Il Corpo d'operazione schierava in tutto 56 ufficiali, 41 italiani di truppa, 16 jusbasci, 2 510 àscari, 146 cavalli, 248 muli e 183 cammelli così inquadrati:
- I Battaglione indigeni
- II Battaglione indigeni
- III Battaglione indigeni
- 2º Squadrone cavalleria eritrea "Cheren"
- una sezione/1ª Batteria artiglieria da montagna indigeni
- una sezione telegrafisti
- una sezione treno d'artiglieria
- una sezione sanità
- una sezione  sussistenza
- Bande irregolari del Barca
- Centuria presidiaria di Agordat

## La battaglia
Il 16 sera il campo era, come previsto, posto nella gola di Sabderat. Le pattuglie mandate verso Cassala non segnalavano alcun movimento da quella parte. Deciso di attaccare all'indomani l'accampamento mahdista, il 16 notte il generale tenne un gran rapporto e impartì agli ufficiali le istruzioni per l'operazione decisiva. Si trattava di una sorpresa, quindi la marcia doveva essere fatta nel silenzio più assoluto.
Alle ore 1.00 del 17 luglio, preceduta dal II Battaglione "Hidalgo", la colonna uscì dalla gola del Sabderat, si spiegò ed avanzò.
Verso le ore 6.00 la colonna italiana giunse al piano di Cassala ed assunse la formazione in due quadrati. Quello all'avanguardia era comando del maggiore Stefano Hidalgo, il grosso del generale Baratieri.
Gli italiani avvistarono le famiglie dervisce fuggire da Cassala passando il fiume Gasc e poco dopo le sei venne segnalata verso sud la cavalleria baggara e giaalin che, ignara di tutto, era uscita da Cassala per effettuare una scorreria. Contro di essa si aprì il fuoco dell'avanguardia. Poco dopo il 2º Squadrone "Cheren", conosciuto come "Penne di falco", si slanciò in avanti con una carica a fondo che volse in fuga il nemico; nello socntro cadde ucciso il capitano Francesco Carchidio Malvolti. I Dervisci si schierarono e Baratieri rinforzò con due compagnie (la 2ª e la 4ª compagnia del III Battaglione) il Battaglione "Hidalgo" con l'ordine di attaccare. Hidalgo poté così sorprendere e rovesciare il nemico e gettarsi nell'accampamento e nella città.
L'abitato venne occupato; gli ultimi combattimenti vennero effettuati tra le costruzioni, poi i dervisci rimasti si ritirarono velocemente. Alle ore 9 il generale Baratieri e il generale Arimondi giunsero sul piazzale del mercato mentre continuava la lotta nell'interno del campo.
Un resoconto della cattura di Cassala è stato pubblicato sul New York Times il 20 luglio 1894:
(New York Times, 20 luglio 1894. Italian victory in Africa; defeat of the mahdists and capture of Kassala.)

## Conseguenze
Nello scontro gli italiani ebbero un ufficiale (il Carchidio) e 27 soldati morti, 2 capi (Ali Nurin, capo della banda Sabderat, e Mohamed Aroda, capo della banda Ad Omar) e 39 ascari feriti, mentre i dervisci persero 2 600 uomini.

Il bottino ammontò a 600 fucili, 700 lance, 100 sciabole, 50 pistole, 52 bandiere, 10 negarit (grossi tamburi da guerra), 5 tamburi, 10 maglie di ferro, 12 cavalli, 35 asini, 12 cammelli, 2 cannoni da montagna e numerosi armenti.
Inoltre gli italiani liberarono molti schiavi: diversi bianchi, un centinaio dei rimanenti della precedente guarnigione egiziana e un certo numero di membri delle tribù locali, come i Beni Amer. I vincitori ricevettero 7 nomine a cavalierati, una medaglia d'oro (Carchidio), 13 d'argento, 39 di bronzo, 29 encomi ed il capitano Tommaso Salsa fu promosso maggiore.

La notizia della presa di Cassala, sempre considerata come la cittadella avanzata del Mahdismo, fece grande impressione in Europa. La stampa e l'opinione pubblica in Inghilterra prodigarono lodi per il valore delle armi italiane. L'imperatore Guglielmo II di Germania, appena pervenutagli la notizia, mandò direttamente al re le sue congratulazioni, e il governo, il 19 luglio, inviò al Baratieri il seguente telegramma:
Il generale Baratieri rimase a Cassala fino al 23 luglio con il grosso delle truppe per le disposizioni necessarie a rendere l'occupazione stabile; vi lasciò poi fino al 29 l'Arimondi con un battaglione per aiutare quello del maggiore Domenico Turitto nella costruzione del forte. Quest'ultimo vi si stabilì con quattro compagnie, le bande dei Sabderat, degli Ad Omar e la sezione di due pezzi da montagna: 1 000 uomini in tutto.
Il forte eretto a Cassala, per ordine del re, venne intitolato "Forte Baratieri".